# دمیتری لیوانوف
دمیتری لیوانوف (روسی: Дми́трий Ви́кторович Лива́нов؛ زادهٔ ۱۵ فوریهٔ ۱۹۶۷) یک سیاست‌مدار اهل روسیه است.